# 独店镇
独店镇，是中华人民共和国甘肃省平凉市灵台县下辖的一个乡镇级行政单位。

## 行政区划
独店镇下辖以下地区：
白峪村、瓦玉村、大户彭村、中庆村、何屯坡村、张鳌坡村、景村、姚李村、庙背村、吊街村、林王村、崖窑村、告王村、薛家庄村、冯家堡村、龙翻头村、沟沟王村、张坡村、东夏村、马家塄村和秋射村。